# Мамојада
Мамојада (итал. Mamoiada) је насеље у Италији у округу Нуоро, региону Сардинија.
Према процени из 2011. у насељу је живело 2544 становника. Насеље се налази на надморској висини од 645 м.

## Становништво
Према резултатима пописа становништва 2011. у општини је живело 2.559 становника.
| 1936. | 1951. | 1961. | 1971. | 1981. | 1991. | 2001. | 2011. |
| ----- | ----- | ----- | ----- | ----- | ----- | ----- | ----- |
| 2.834 | 3.098 | 3.233 | 2.795 | 2.713 | 2.633 | 2.580 | 2.559 |